# حافظ احمد قزوینی
حافظ احمد قزوینی از خوانندگان و خنیاگران زمان شاه طهماسب یکم و شاه اسماعیل دوم بود. وی در گیرندگی صدا و تحریر آواز در عصر خود ممتاز بوده است. شاه‌طهماسب وی را همراه چند تن دیگر برای جلوگیری از اعمال حرام از اردوی شاهی اخراج کرد. اسکندربیک ترکمان در کتاب عالم آرای عباسی درباره او می‌نویسد: «که در گویندگی طاق و در پیچش آواز و نمک خوانندگی شهره آفاق بود.»